# يوهان جوزيف توبفر
يوهان جوزيف توبفر (بالألمانية: Johann Gottlob Töpfer)‏ (و. 1791 – 1870 م) هو ملحن، وعالم موسيقى، ومنظر موسيقى ألماني، يستخدم آلات أورغن، توفي في فايمار، عن عمر يناهز 79 عاماً.

## روابط خارجية
- يوهان جوزيف توبفر على موقع ميوزك برينز (الإنجليزية)